# Il giardino delle belve
Il giardino delle belve è un romanzo scritto da Jeffery Deaver. Il libro ha vinto l'Ian Flemming Steel Dagger Award per il miglior romanzo adventure/thriller sulla falsariga di James Bond. Il romanzo non comprende nessuno dei personaggi delle serie create da Deaver; tuttavia, verso la fine viene indicato che il fidanzato della figlia di Khol ha il cognome Sachs, suggerendo quindi che il detective potrebbe essere il nonno o il bisnonno di Amelia Sachs.

## Trama
New York, 1936. L'America e il mondo intero guardano con apprensione l'inarrestabile ascesa di Hitler. Paul Schumann, killer di origine tedesca, è stato catturato dall'FBI e gli viene fatta una strana proposta: le autorità federali gli offrono l'immunità per i suoi crimini in cambio dell'omicidio di Reinhard Ernst, uomo di fiducia del Führer. Paul ha quarantotto ore per individuare il suo obiettivo, eliminarlo, e intanto difendersi dall'apparato di sicurezza nazista. Intanto a Berlino, il detective Willy Khol lavora per fermare la scia di sangue che Schumann si lascia alle spalle.

## Edizioni
- Jeffery Deaver, Il giardino delle belve, Rizzoli, 2008, ISBN 978-88-17-02027-5.